# Gravsjön (Sandhems socken, Västergötland)
Gravsjön är en sjö i Mullsjö kommun i Västergötland och ingår i Göta älvs huvudavrinningsområde. Sjön har en area på 0,162 kvadratkilometer och ligger 285 meter över havet. Sjön är 7,7 m djup. Sjön avvattnas av vattendraget Vasabäcken. Sjön har en badplats. På badplatsen sker regelbundna provtagningar av badvattnet av Mullsjö kommun. Gravsjön är en fiskesjö, och i sjön finns abborre gädda och mört.

## Galleri

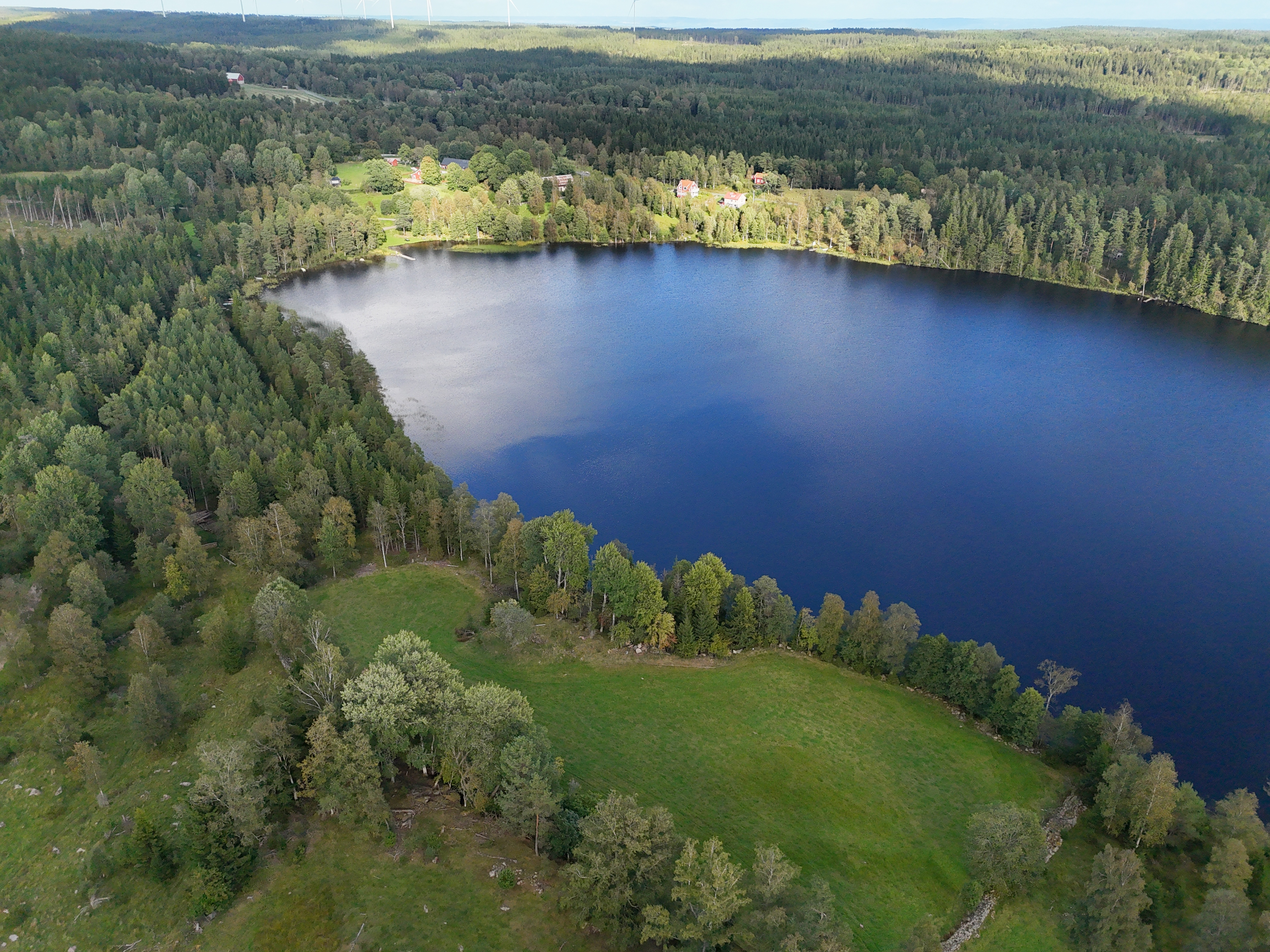
Norra änden med badplats och orten Gravsjö.
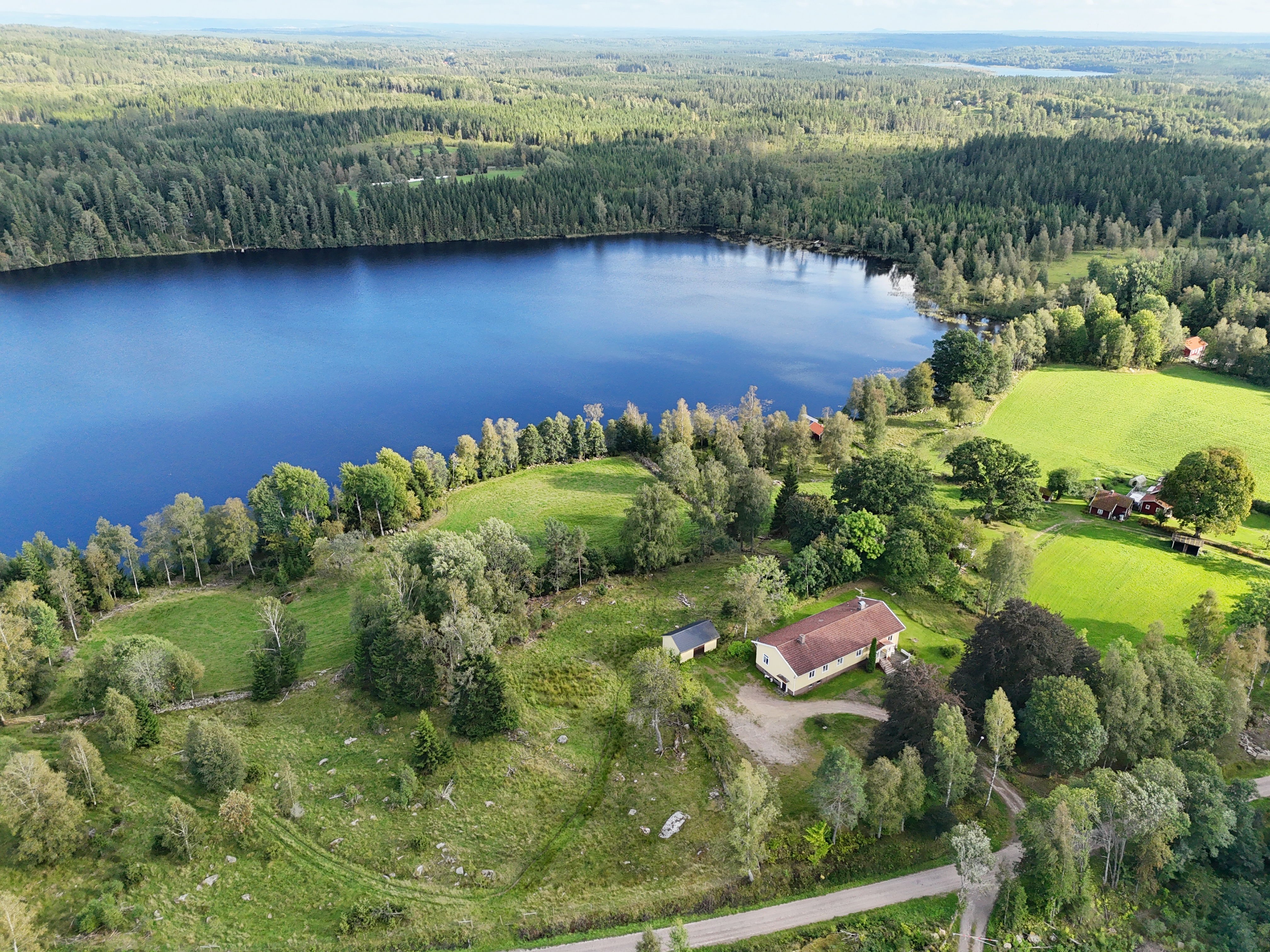
Södra änden med bebyggelsen Ostbacken i förgrunden.
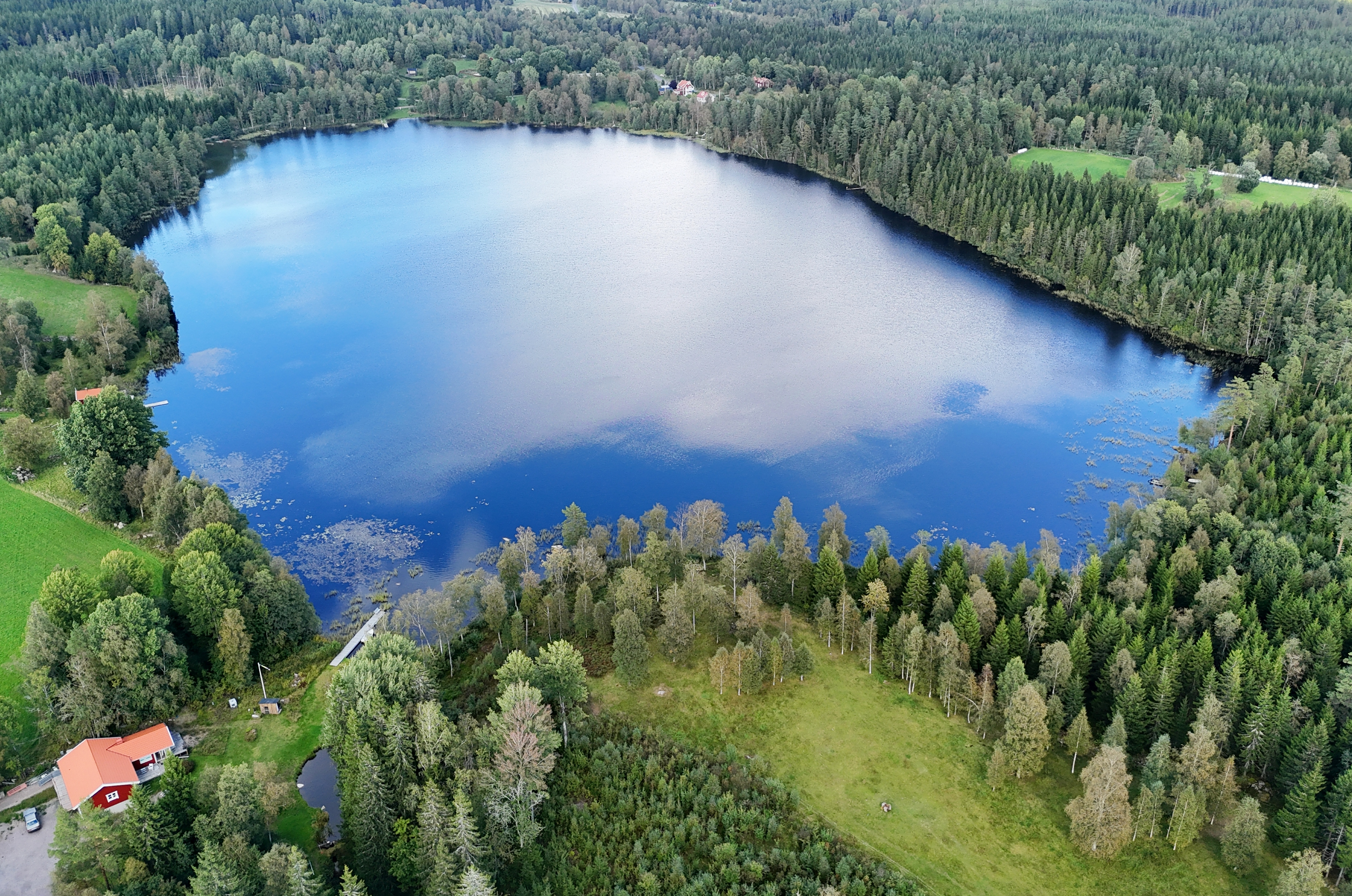
Gravsjön från söder.

## Delavrinningsområde
Gravsjön ingår i det delavrinningsområde (642784-138561) som SMHI kallar för Ovan 642310-138446. Avrinningsområdets medelhöjd är 279 meter över havet och ytan är 17,51 kvadratkilometer. Det finns inga delavrinningsområden uppströms utan avrinningsområdet är högsta punkten. Vasabäcken som avvattnar avrinningsområdet har biflödesordning 3, vilket innebär att vattnet flödar genom totalt 3 vattendrag innan det når havet efter 353 kilometer. Delavrinningsområdet består mestadels av skog (72 procent). Avrinningsområdet har 0,16 kvadratkilometer vattenytor vilket ger det en sjöprocent på 0,9 procent. Bebyggelsen i området täcker en yta av 1,59 kvadratkilometer eller 9 procent av avrinningsområdet.